# Magyar ábécé
A magyar ábécé a magyar nyelv írására használatos ábécé, amely 42 latin betűből áll:
Ismeretes továbbá az úgynevezett kiterjesztett magyar ábécé is, amely 44 betűs, ami tartalmazza a  DZ, DZS úgy nevezett kettős hangzókat.  

Mondat elején és tulajdonnevekben a két- és háromjegyű betűknek mindig csak az első eleme lesz nagybetűs (mozaikszókban viszont mindegyik elemük nagybetűs, ahogy természetesen végig nagybetűs szövegben is az).
A betűk megnevezése/olvasása a következő: a, á, bé, cé, csé, dé, dzé, dzsé, e, é, ef/eff, gé, gyé, há, i, í, jé, ká, el/ell, elipszilon/ellipszilon, em/emm, en/enn, eny/enny, o, ó, ö, ő, pé, kú, er/err, es/ess, esz/essz, té, tyé, u, ú, ü, ű, vé, dupla vé, iksz, ipszilon, zé, zsé.
Az ly betű nevének helyesírása nincs rögzítve, az elipszilon vagy ellipszilon mellett más nevei is vannak: ej, ejj, elj, elly, sőt nevezik még ipszilonos jének vagy gyereknyelven akár gólyás jének is. Ugyanígy a w betűt is nevezik még kettős vének, vagy a fizikában/matematikában akár vevének is, elkerülendő a dupla/kettős jelentését egy v-vel jelölt mennyiség kétszeres értékére a dupla vé betű helyett.[forrás?]

## Sajátosságai más nyelvekhez képest

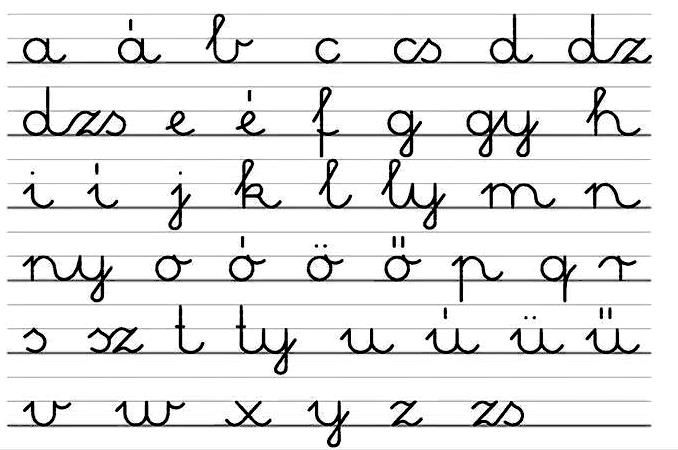
A magyar ábécé írott betűi "álló betűs írás"

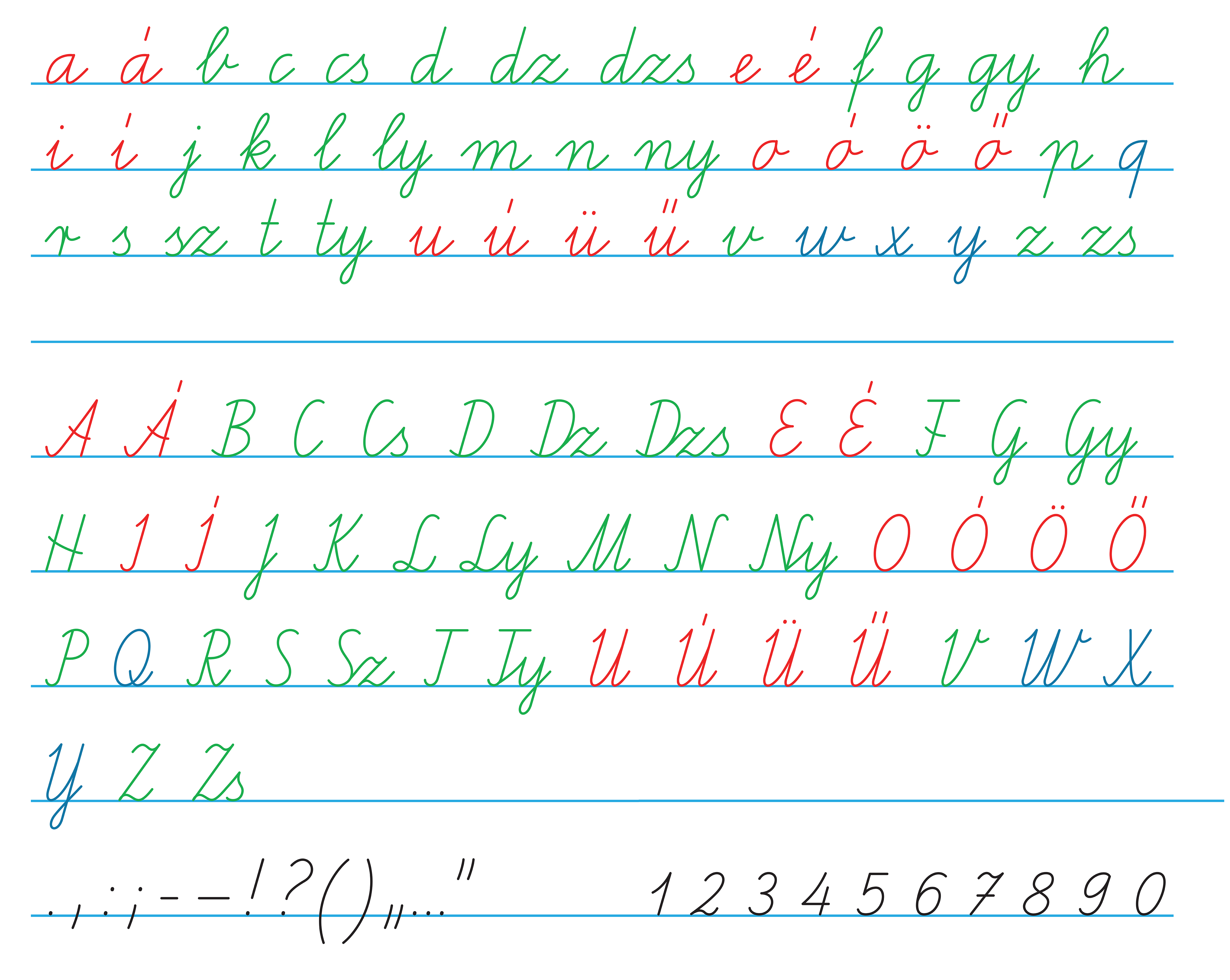
Az 1970-es években, Virágvölgyi Péter grafikus által megalkotott dőlt betűs kézírás (kiterjesztett ábécé)

Alapvető jellegzetessége, hogy a latin ábécében nem létező hangok közül a mássalhangzókat több betű összetételével fejezi ki, míg a magánhangzókat az eredeti betű mellékjeles kiegészítésével. További sajátossága, hogy a legtöbb nyelvben s-sel írt hangot a magyarban sz jelöli, valamint a j sem a sokfelé megszokott [zs]- vagy [dzs]-szerű hangot, hanem a palatális zöngés réshangot jelöli. A külföldiek számára az is gyakran nehézséget okoz, hogy az y nem önálló betű, hanem a g, l, n, t után kettős betűt alkotva (digráf) kiejtésmódosító (lágyító, palatalizáló) hatású (turistáktól gyakran hallani például [kirali]-t a Király [utca] helyett). Ezek közül is kivételes a gy, amely valójában nem a g, hanem a d lágyított megfelelője. Az s kiejtésmódosító szerepe szintén szokatlan külföldiek számára a cs és zs összetételében, a cs-t a legtöbb külföldi x-nek ejti.

## Betűrendbe sorolás
Betűrendbe soroláskor a két- és háromjegyű mássalhangzókat különállóknak kell tekinteni (azaz például a Czentár után következik a Csaba), valamint az ékezetes magánhangzókat ékezet nélküli változatukkal együtt – például az á-t az a-val együtt – soroljuk be. Ez alól kivétel az ö/ő és az ü/ű, amelyek két külön szakaszba kerülnek az o/ó-tól, illetve az u/ú-tól szétválasztva). Idegen szavakban a ch is előfordul, amely kétjegyű betű (kiejtése többféle lehet eredetétől függően), de az ábécében elemei szerint rendezzük (c + h-ként).
Azokban a listákban, amelyekben jelentős részben szerepelnek idegen nevek is (pl. lexikonok, atlaszok névmutatójában), a nemzetközi ábécét szokták alkalmazni, így az ó/ö/ő-t az o alá, az ú/ü/ű-t az u alá, valamint a többjegyű mássalhangzókat is kezdőbetűjük szerint sorolják be (pl. cs a c alá).[forrás?]

## Elválasztás és kettőzés
A kettős (cs, dz, gy, ly, ny, sz, ty, zs) és hármas (dzs) betűk nem választhatók el (ez leginkább a dz és dzs betűknél lényeges, amelyeket korábban két betűként tartott számon a helyesírás: ezek elválasztása tehát ma-dzag, bü-dzsé). Kettős betűként fogható fel a ch is, amely egyes idegen eredetű magyar szavakban megtalálható (pl. technika). Hosszú (kettőzött) változatuknál írásban csak első jegyüket kettőzzük meg (pl. loccsan, meggy), elválasztáskor pedig sor végén és a következő elején a teljes alak ismétlődik meg (pl. higy- / gyen). Szintén teljes alakjukban ismétlődnek meg szóösszetételekben (pl. fénynyaláb, kulcscsomó). Kettőnél több azonos mássalhangzó vagy mássalhangzójegy nem kerülhet egymás mellé (pl. tollal); azonban a személyneveknél és az összetett szavak határán kötőjellel tagoljuk (pl.Kiss-sel, Bernadett-tel, sakk-kör, plüss-szamár). A magánhangzók terén ugyanakkor nem áll fenn hasonló korlátozás (azonos és eltérő magánhangzókra vonatkozóan sem, pl. Neeeem! vagy fiaiéi).

## Történeti vonatkozásai
A magyar latin betűs írás történetét két részre szokták bontani, a régi magyar írásra és a magyar írásra.
A zárt e hangot több más nyelv (angol, francia, román stb.) írásában eltérő betűk, betűkapcsolatok jelölik. A magyar köznyelvből kiveszőben van, de a legtöbb nyelvjárás az e és é hangoktól is jól megkülönböztetve ejti. A zárt e hang ë betűjele nem része a magyar ábécének, azonban A magyar helyesírás szabályai 12. kiadásának 89. szabálypontja (illetve az előző, 11. kiadás 90. pontja) kiejtési segédjelként engedélyezi a Kalmár György által először 1770-ben alkalmazott betűt. Az ë a magyar nyelvészeti hangjelölés bevett betűjele (régebben ė-t is használtak).  Tízből hat nyelvjárási régióban különbséget tesznek a kétfajta e között, míg a dél-alföldi nyelvjárásban ö-t ejtenek a helyén.[forrás?]
Az I. világháború után Atatürk magyar nyelvészeket is meghívott, működjenek közre a török írás megreformálásában, a latin betűs írás létrehozásában.

## A betűk sorszáma az ábécében elfoglalt helyük szerint

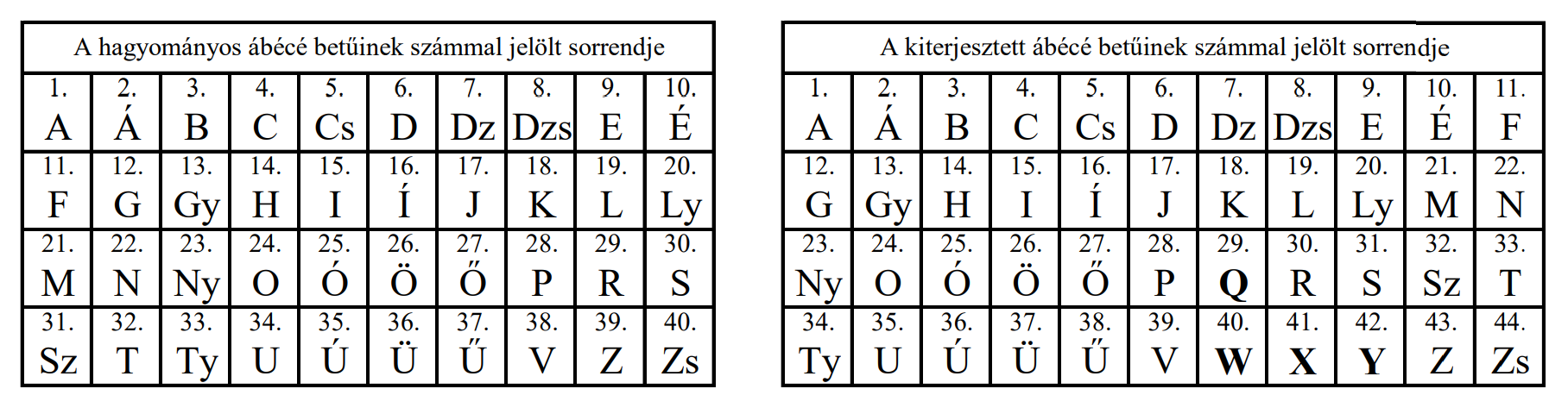
A hagyományos és a kiterjesztett ábécé betűinek számmal jelölt sorrendje